# Shivaganj
Shivaganj (en népalais : शिवगञ्ज) est un comité de développement villageois du Népal situé dans le district de Jhapa. Au recensement de 2011, il comptait 13 518 habitants.